# Roland Zielke

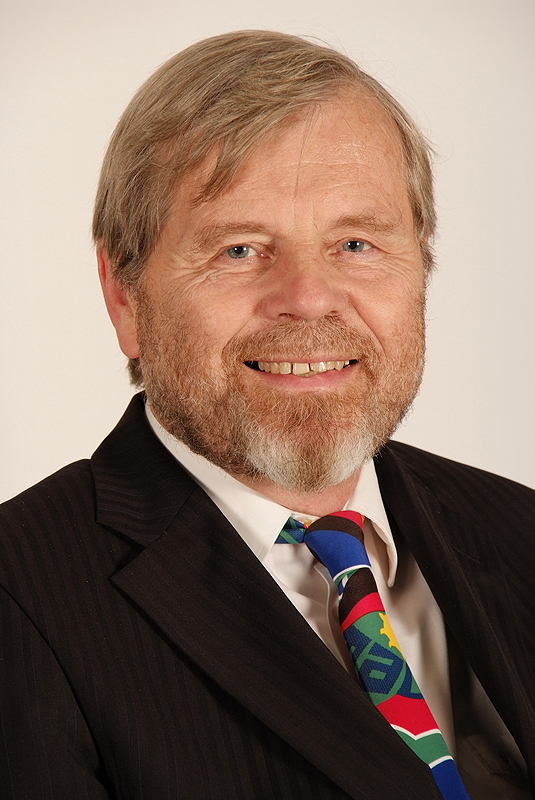
Roland Zielke (2009)

Roland Zielke (* 30. Juli 1946 in Opladen) ist ein deutscher Politiker (FDP) und Hochschulprofessor für Mathematik in Osnabrück.

## Leben
Roland Zielke, Sohn von Lieselotte Zielke, geborene Wittke, und des promovierten Richters Edmund Zielke, legte 1964 das Abitur ab, es folgte 1964 bis 1971 ein Studium der Mathematik in Köln, Columbus (Vereinigte Staaten) und Konstanz, mit dem Abschluss Master of Science im Jahr 1969. Die Promotion zum Doktor der Naturwissenschaften (Dr. rer. nat.) erfolgte 1971. Er war wissenschaftlicher Assistent an der Universität Tübingen von 1971 bis 1975. Im Jahr 1973 heiratete er die promovierte Barbara Temme. Nach einem Medizinstudium an der Westfälischen Wilhelms-Universität in Münster von 1977 bis 1983 erfolgte die Approbation als Arzt im Jahr 1983, die Promotion zum Doktor der Medizin (Dr. med.) im Jahr dann 1988. Von 1975 bis 2003 war er Professor für Angewandte Mathematik an der Universität Osnabrück.
Roland Zielke ist seit 1975 Mitglied der FDP. Er war Vorsitzender des FDP-Kreisverbandes Osnabrück-Stadt von 1993 bis 2003 und 2012–2013, sowie von 2003 bis 2012  stellvertretender Vorsitzender. Von 2000 bis 2014 war er Mitglied des Landesvorstandes der FDP Niedersachsen, von 2010 bis 2012 Vorsitzender des FDP-Bezirksverbandes Osnabrück. Von 1991 bis 2003 war er Vorsitzender des Landesfachausschusses für Wissenschaft, Kunst und Kultur der FDP Niedersachsen. Seit 2002 ist Zielke Mitglied im Vorstand der Rudolf-von-Bennigsen-Stiftung. Im Jahr 2005 wurde er Mitglied im Stiftungsrat der Stiftung Niedersächsischer Gedenkstätten.
Zielke war von 2003 bis 2013 Mitglied des Niedersächsischen Landtags, dort war er von 2003 bis 2008 hochschulpolitischer Sprecher und von 2005 bis 2013 rechtspolitischer Sprecher der FDP-Landtagsfraktion. Nach seiner Wiederwahl 2008 wurde er außerdem zum stellvertretenden Fraktionsvorsitzenden gewählt.
Von 2016 bis 2021 war Zielke Ratsherr der Stadt Oldenburg.

## Publikationen
- Zur Struktur von Tschebyscheff-Systemen, Konstanz 1971, DNB 730573818 (Dissertation an der Naturwissenschaftlichen Fakultät der Universität Konstanz 1971, 34 Seiten).
- Discontinuous Cebyšev Systems. Lecture Notes in Mathematics. Springer-Verlag, Berlin / Heidelberg / New York 1979, ISBN 3-540-09125-4.
- Das Sigma elongatum und sein Zusammenhang mit der chronischen Obstipation bei Kindern.  Münster (Westfalen) 1988, DNB 890122695 (Dissertation Universität Münster 1988, 153 Seiten).